# اسکوینا
اسکوینا (به اسپانیایی: Esquina) یک منطقهٔ مسکونی در آرژانتین است که در بخش اسکوینا واقع شده‌است. اسکوینا ۲۶٬۳۹۹ نفر جمعیت دارد.